# نوكيا 3410

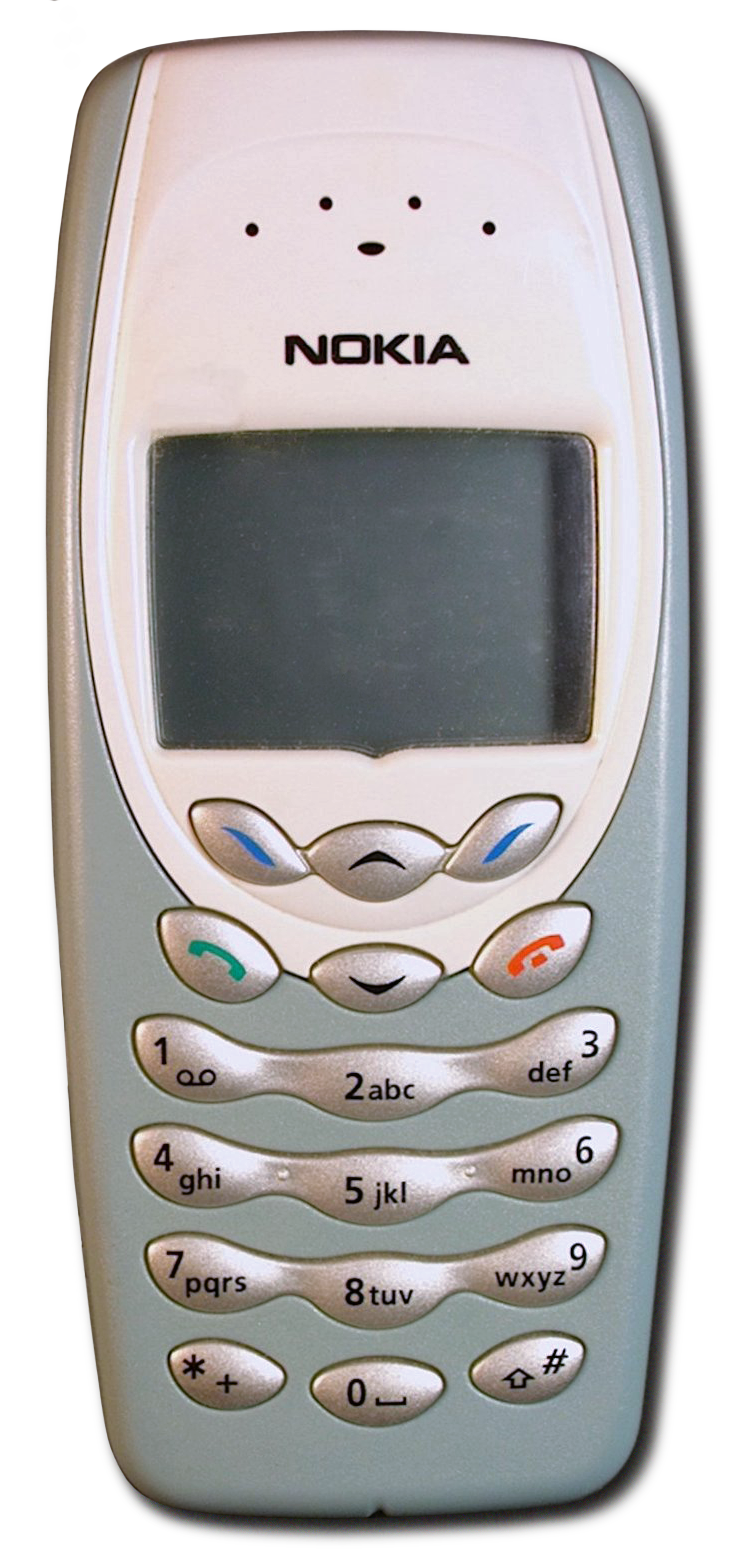
نوكيا 3410

نوكيا 3410 هو أحد أجهزة نوكيا، شركة الهواتف والتقنية النقالة. يأتي هذا الجهاز مع شاشة نوعها 96 * 65 ذو لون واحد (مونوكروم). تم إصدار هذا الجهاز في 2002. أما بالنسبة لوضعية إنتاجه الحالية فلم يعد يتم إنتاجه. تقنيته/تردده هي النظام العالمي للإتصالات المتنقلة. جيل الجهاز هو DCT3. عامل الشكل (التصميم) للجهاز هو "قطعة حلوى.